# Временска зона
Временска зона је део површине Земље омеђен са два гранична меридијана. Постоји 24 часовне зоне, и неправилног су облика, услед тога што су често уместо меридијанима омеђене границама држава, а осим тога постоје државе (или њихови делови) у којима одступања од универзалног времена нису целобројни умношци часа (нпр. 15, 30 или 24 минута, в. ниже). Свакој часовној зони припада по 15 степени географске дужине. Почетна (нулта) часовна зона налази се око почетног (нултог) меридијана. Назива се западноевропска часовна зона. Источно од ње је средњоевропска часовна зона, која се налази између 7°30` и 22°30` источне географска дужине (ИГД). Средишњи јој је меридијан 15°ИГД. Источно од ње је источноевропска часовна зона чији је средишњи меридијан 30°ИГД. Битно је ово: када се из дате часовне зоне пређе у суседну часовну зону, која се налази источно од ње, нужно је казаљку на сату померити један час напред (на пример, са 12ч на 13ч). И обрнуто, када се пређе у суседну часовну зону, која се налази западно од зоне у којој се налазимо, потребно је казаљку на сату померити један час уназад (на пример, са 12ч на 11ч).
Србија се скоро у целини налази у средњоевропској часовној зони. Врло мали део њене територије налази се у источноевропској часовној зони. Најисточнија гранична тачка Србије налази се код Сребрне Главе на Старој планини. ИГД те тачке је 23°00`43``. Међутим у целој Србији примењује се средњоевропско време. На крају треба додати да је Међународна конференција у Вашингтону 1884. године усвојила (прихватила) зонално време, односно поделу земље на 24 часовне зоне. Прихватила је и Гринички меридијан као почетни (нулти) меридијан. Аутор зоналног времена је Канађанин Сандфорд Флеминг, који је ту поделу осмислио и предложио 1878. године.

## Историја
Некада су људи користили Сунчево време, па се доба дана разликовало од града до града. С напретком телекомуникација и ширењем жељезнице, расла је потреба за универзалним решењем. Временске су зоне деломично решиле проблем јер су због њих сви сатови у одређеној регији подешени на исто средње Сунчево време.
Због брзог пролажења тих мањих удаљености употреба месног времена у свакодневном животу стварала је велике проблеме јер би свако насеље имало своје властито време. Ради избегавања таквих ситуација, договорно је да се Земљина кугла подели на 24 временска појаса тако да сва места унутар једне зоне имају исто, тзв. појасно (зонско) време. Договор о појасима постигнут је 1892. у Вашингтону. Према договору суседни временски појаси ако су стандардни, временски се разликују за један сат, док нестандардни временски појасни разликују се пола сата.
По договору појасно (зонско, стандардно, грађанско) време вреди у једном временском појасу (зони) ширине 15°, а укупно их је 24. Први се појас налази око нултог (почетног) подневника. Матични крајеви земаља бивше Југославије налазе се у појасу с подневником (меридијаном) географске дужине 15° у средини и та се зона означава као средњоевропско време (СЕВ).
Границе временских појаса (зона) по правилу леже на подневницима географске дужине који су вишекратници 15º, па разлика између суседних временских зона износи један сат. Ипак, понегдје је разлика и друкчија. Осим тога, као што се може видети на земљовиду у наставку, временске зоне могу имати прилично неправилне облике јер обично прате границе држава или других административних подручја.
Појасно време одређује се према месном времену средњег подневника. Он је референтна тачка временских појаса. Време западноевропског појаса (7,5º W – 7,5º E) одређује према месном времену подневника (меридијана) који пролази кроз Краљевску опсерваторију у Гриничу у Лондону (нулти меридијан (географска дужина 0° 0' 0") и по њему се то нулто појасно (зонско) време (Координисано светско време, енгл. CoordinatedUniversal Time - UTC) зове Гриничко средње време, „средње време по Гриничу“ (енгл. Greenwich Mean Time, GMT) или универзално време (енгл. Universal Time, UT). Стога и појасно време у првој (почетној) зони (појасу), коју располовљује гринички подневник се назива светско (опште) време. Појасно време у појасу чији је средишњи подневник дужине 15° на исток назива се средњоевропско време. Појасно (зонско, стандардно, грађанско) време је месно време средишњег стандардног подневника поједине временске зоне, на које је подељена површина Земље. Подела Земље изведена је тако да почиње од нултога подневника у Гриничу с по 7,5° источно и западно.
Због економских разлога већина држава додатно ради захвате у рачунању времена, и своје време помичу унапријед или уназад у односу на припадајуће појасно време. Због тога границе међу појасима не прате целом дужином подневник, него државне границе. Мање државе одређују време по појасу у којој се налази већи део њихове територије или према појасу с којим су земље с којим су економски и политички повезане. Велике државе које се простиру у правцу запад - исток обухватају и неколико временских појаса, попут Русије, Канаде, САД, Аустралије и прилагодиле су их унутрашњим управним границама. Постоје изузеци код великих држава попут Кине, Индије и сличних које су све у истом временском појасу.
Установе које покривају целу Европу као „основно вријеме“ користе средњоевропско време (енг. CET), а средње време по Гриничу на пример користи ББЦ - као основно вријеме на које се односе сва друга времена.
Како су уведени временски појаси, увела се и датумска (надневачка) граница. Преласком преко те границе мења се надневак. Та црта углавном иде дуж 180. подневника (меридијана) и не иде кроз насељена подручја ради избјегавања проблема у функционисању друштва. Преласком те границе од истока према западу (супротно од смера ротације Земље), долази се у следећи дан по календару, а кад се прелази граница од запада према истоку, тада календарски понавља дан, односно два дана ће држати исти датум.
УТЦ је службени израз, који представља компромис између „атомског“ и „астрономског“ приступа. Гринич има „основно време“ између 01:00 УТЦ задње недеље у октобру и 01:00 УТЦ задње недеље у марту. Остатак године Гринич има локално време УТЦ+1, што је британско летње време.
Време сваке локације даје се у односу на УТЦ. На пример:
- Београд: УТЦ+1 (нпр. ако је 12:00 УТЦ, онда је 13:00 у Београду)
- Мумбај: УТЦ+5.30 (нпр. ако је 13:00 УТЦ, онда је 18:30 у Мумбају)
- Токио: УТЦ+9 (нпр. ако је 11:00 УТЦ, онда је 20:00 у Токију)
- Лос Анђелес: УТЦ-8 (нпр. ако је 12:00 УТЦ, онда је 04:00 у Лос Анђелесу)
- Њујорк: УТЦ-5 (нпр. ако је 11:00 УТЦ, онда је 06:00 у Њујорку)

Датум у временској зони такође зависи од УТЦ. На пример:
- Београд: УТЦ+1 (нпр. ако је 23:30 УТЦ, понедељак, 15. марта, онда је у Београду 00:30, уторак, 16. марта)
- Окланд: УТЦ+12 (нпр. ако је 21:00 УТЦ, среда, 30. јуна, онда је у Окланду 09:00, четвртак, 1. јула)
- Њујорк: УТЦ-5 (нпр. ако је 02:00 УТЦ, уторак, онда је у Њујорку 21:00, понедјељак)
- Буенос Ајрес: УТЦ-4 (нпр. ако је 03:00 УТЦ, субота, 23. јула, онда је у Буенос Ајресу 23:00, петак, 22. јула)
- Хонолулу: УТЦ-10 (нпр. ако је 06:00 УТЦ, понедељак, 1. маја, онда је у Хонолулу 20:00, недеља, 30. априла)

Напомена: Израчунавање сати зависи и од тога да ли се користи летње време одређене зона. На пример. Нови Зеланд, који је иначе УТЦ+12, помиче вријеме за један сат због летњег времена током лета на јужној хемисфери, па онда има локално време од УТЦ+13!
Временске зоне је осмислио Санфорд Флеминг због потребе железничких компанија да имају исто локално време између железничких станица. Временске су зоне први пут уведене 18. новембра 1883. године, кад су железнице САД и Канаде прве успоставиле временске зоне (четири стандардне континенталне временске зоне Северне Америке). Тако више није било збрке, јер су некад имали хиљаде локалних времена. Светско увођење временских зона наступило је следеће године.

## УТЦ зоне широм света
|                                        |                                        |                                        |                                        |                                     |                                     |                                     |                                     |                                     |                                                                       |                                     | |                         |                                         |                         |                         |                              |                              |                              |                              |
|                                        |                                        |                                        |                                        |                                     |                                     |                                     |                                     |                                     |                                                                       |                                     | |                         |                                         |                         |                         |                              |                              |                              |                              |
|                                        |                                        |                                        |                                        |                                     |                                     |                                     |                                     |                                     |                                                                       |                                     | |                         |                                         |                         |                         |                              |                              |                              |                              |
| УТЦ−12:00 ... УТЦ−07:00                | УТЦ−12:00 ... УТЦ−07:00                | УТЦ−12:00 ... УТЦ−07:00                | УТЦ−12:00 ... УТЦ−07:00                | УТЦ−06:00 ... УТЦ−01:00             | УТЦ−06:00 ... УТЦ−01:00             | УТЦ−06:00 ... УТЦ−01:00             | УТЦ−06:00 ... УТЦ−01:00             | УТЦ±00:00 ... УТЦ+05:45             | УТЦ±00:00 ... УТЦ+05:45                                               | УТЦ±00:00 ... УТЦ+05:45             | УТЦ±00:00 ... УТЦ+05:45                                                                                     | УТЦ+06:00 ... УТЦ+11:30 | УТЦ+06:00 ... УТЦ+11:30                 | УТЦ+06:00 ... УТЦ+11:30 | УТЦ+06:00 ... УТЦ+11:30 | УТЦ+12:00 ... УТЦ+14:00      | УТЦ+12:00 ... УТЦ+14:00      | УТЦ+12:00 ... УТЦ+14:00      | УТЦ+12:00 ... УТЦ+14:00      |
| Океанија / Северна Америца / Антарктик | Океанија / Северна Америца / Антарктик | Океанија / Северна Америца / Антарктик | Океанија / Северна Америца / Антарктик | Северна и Јужна Америка / Антарктик | Северна и Јужна Америка / Антарктик | Северна и Јужна Америка / Антарктик | Северна и Јужна Америка / Антарктик | Европа / Африка / Азија / Антарктик | Европа / Африка / Азија / Антарктик                                   | Европа / Африка / Азија / Антарктик | Европа / Африка / Азија / Антарктик                                                                         | Азија / Антарктик       | Азија / Антарктик                       | Азија / Антарктик       | Азија / Антарктик       | Азија / Океанија / Антарктик | Азија / Океанија / Антарктик | Азија / Океанија / Антарктик | Азија / Океанија / Антарктик |
| Без ДСТ у лето                         | Без ДСТ у лето                         | ДСТ у лето                             | ДСТ у лето                             | Без ДСТ у лето                      | Без ДСТ у лето                      | ДСТ у лето                          | ДСТ у лето                          | Без ДСТ у лето                      | Без ДСТ у лето                                                        | ДСТ у лето                          | ДСТ у лето                                                                                                  | Без ДСТ у лето          | Без ДСТ у лето                          | ДСТ у лето              | ДСТ у лето              | Без ДСТ у лето               | Без ДСТ у лето               | ДСТ у лето                   | ДСТ у лето                   |
|                                        | −12:00                                 |                                        | −12:00 /−11:00 N: УС-                  |                                     | −06:00                              |                                     | −06:00 /−05:00 N: УС-, MX-          |                                     | ±00:00 ИС                                                             |                                     | ±00:00 /+01:00 N: ГB, ИЕ, ПТ                                                                                |                         | +06:00 РУ-, КЗ--                        |                         | +06:00 /+07:00          |                              | +12:00 КИ-, РУ-              |                              | +12:00 /+13:00 S: НЗ-        |
|                                        |                                        |                                        |                                        |                                     |                                     |                                     |                                     |                                     |                                                                       |                                     | |                         | +06:30 ММ                               |                         |                         |                              |                              |                              |                              |
|                                        |                                        |                                        |                                        |                                     |                                     |                                     |                                     |                                     |                                                                       |                                     | |                         |                                         |                         |                         |                              | +12:45                       |                              | +12:45 /+13:45 S: НЗ         |
|                                        | −11:00 УС-                             |                                        | −11:00 /−10:00                         |                                     | −05:00 BO, CO, PA, PE               |                                     | −05:00 /−04:00 N: ЦА-, ЦУ, УС-      |                                     | +01:00 ТН, ЦГ, ЦД-, ДЗ, НЕ, НГ                                        |                                     | +01:00 /+02:00 N: АТ, БА, БЕ, ЦХ, ЦЗ, ДЕ, ДК, ЕС-, ФР, ХР, ХУ, ИТ, ЛИ, ЛУ, МК, НЛ, НО, ПЛ, СЕ, СИ, СК С: НА |                         | +07:00 РУ-, ВН, ЛА, ТХ, КХ, ИД-         |                         | +07:00 /+08:00 N: МН-   |                              | +13:00 КИ-                   |                              |                              |
|                                        | −10:00 УС-                             |                                        | −10:00 /−09:00 УС-                     |                                     | −04:00                              |                                     | −04:00 /−03:00 S: AQ-               |                                     | +02:00 Африка: БИ, BW, ЦД-, ЕГ, LY, MW, МЗ, RW, ЗА, ЗМ, ZW            |                                     | +02:00 /+03:00 N: ФИ, ЕЕ, ЛВ, ЛТ, УА, БГ, ГР, МД, РО                                                        |                         | +08:00 ЦН, ХК, ИД, МY, РУ-, ПХ, СГ, TW, |                         | +08:00 /+09:00 N: МН-   |                              | +14:00 КИ-                   |                              |                              |
|                                        |                                        |                                        |                                        |                                     | −03:30                              |                                     | −03:30 /−02:30 S: ЦА-               |                                     |                                                                       |                                     | |                         | +08:30 КП                               |                         |                         |                              |                              |                              |                              |
|                                        | −09:00                                 |                                        | −09:00 /−08:00 N: УС-                  |                                     | −03:00 AR ЦЛ                        |                                     | −03:00 /−02:00 S: БР-               |                                     | +03:00 Европа: BY, РУ-, ТР, Африка: КЕ, СД, СО, СС, ЕР, Азија: IQ, СА |                                     | +03:00 /+04:00                                                                                              |                         | +09:00 РУ-, ЈП, КР, ID-                 |                         | +09:00 /+10:00          |                              |                              |                              |                              |
|                                        |                                        |                                        |                                        |                                     |                                     |                                     |                                     |                                     | +03:30                                                                |                                     | +03:30 /+04:30 ИР                                                                                           |                         | +09:30                                  |                         | +09:30 /+10:30 АУ-      |                              |                              |                              |                              |
|                                        | −08:00                                 |                                        | −08:00 /−07:00 N: ЦА-, УС-, MX-        |                                     | −02:00 БР-                          |                                     | −02:00 /−01:00                      |                                     | +04:00 РУ-, ГЕ                                                        |                                     | +04:00 /+05:00                                                                                              |                         | +10:00 RU-                              |                         | +10:00 /+11:00          |                              |                              |                              |                              |
|                                        |                                        |                                        |                                        |                                     |                                     |                                     |                                     |                                     | +04:30 АФ                                                             |                                     | |                         |                                         |                         |                         |                              |                              |                              |                              |
|                                        | −07:00 УС-, MX-                        |                                        | −07:00 /−06:00 N: ЦА-, УС-, MX-        |                                     | −01:00                              |                                     | −01:00 /±00:00                      |                                     | +05:00 КЗ-, ПК                                                        |                                     | +05:00 /+06:00                                                                                              |                         | +11:00 РУ-                              |                         | +11:00 /+12:00          |                              |                              |                              |                              |
|                                        |                                        |                                        |                                        |                                     |                                     |                                     |                                     |                                     | +05:30 ИН                                                             |                                     | |                         | +11:30 НФ                               |                         |                         |                              |                              |                              |                              |
|                                        |                                        |                                        |                                        |                                     |                                     |                                     |                                     |                                     | +05:45 НП                                                             |                                     | |                         |                                         |                         |                         |                              |                              |                              |                              |

## Попис временских зона
Регије означене звездицом (*) имају Летње рачунање времена, тј. лети додају 1 сат.
Напомена: Неке регије имају временску разлику од 24 сата: имају исто доба дана, али разликују се за читав један дан. 
Две крајње временске зоне разликују се чак 25 сати, па се током једног сата дневно датум разликује за 2 дана.

### УТЦ −12
- САД (Бејкер) (ненасељен)
- САД (Хауланд) (ненасељен)

### УТЦ −11 (БЕСТ — Берингово стандардно време)
- Америчка Самоа
- САД (Мидвеј)
- Нијуе
- Самоа* (Од 29. децембра 2011. је прешла на +13 ГМТ временску зону).[8]

### УТЦ −10 (ХСТ — Хавајско-алеутско стандардно време)
- Француска Полинезија (Друштвена острва укључујући Тахити, Туамоту и Тубуај)
- САД Атол Џонстон
- САД (Хаваји)
- САД (Алеути, који спадају под Аљаску)*
- Токелау (Од 29. децембра 2011. су прешли на +13 ГМТ временску зону).[8]

### УТЦ −9:30
- Француска Полинезија (Острва Маркиз)

### УТЦ −9 (АКСТ - Аласкно стандардно време)
- Француска Полинезија (Острва Гамбије)
- САД (Аљаска*)

### УТЦ −8 (ПСТ - Пацифичко стандардно време)
- Канада (Британска Колумбија*, Јукон*)
- Мексико (Доња Калифорнија*)
- САД (Калифорнија*, Идахо (северни)*, Невада*, Орегон (осим округа Малхир)*, Вашингтон (држава)*

### УТЦ −7 (МСТ - Планинско стандардно време)
- Канада (Алберта*, Северозападне територије*, Нунавут (планине)*)
- Мексико (Јужна Доња Калифорнија*, Чивава*, Најарит*, Синалоа*, Сонора)
- САД (Аризона (народ Навахо живи према ДСТ), Ајдахо (јужни)*, Јужна Дакота (западна)*, Колорадо*, Монтана*, Небраска (западна)*, Нови Мексико*, Орегон (округ Малхир)*, Северна Дакота (западна)*, Утах*, Вајоминг*)

### УТЦ −6 (ЦСТ - Централно стандардно време)
- Белиз
- Чиле (Ускршње острво)*
- Еквадор (Галапагос)
- Гватемала
- Хондурас
- Канада (Манитоба*, Нунавут (острво Саутхемптон), Нунавут (средишњи)*, Онтарио (западни)*, Саскачеван)
- Костарика
- Мексико* (све државе које нису наведене горе, као и Мексико Сити)
- Никарагва
- Салвадор
- САД (Алабама*, Аркансас*, Илиноис*, Индијана* (северозападна и југозападна), Ајова*, Јужна Дакота (источна)*, Кансас*, Кентаки (западни)*, Луизијана*, Минесота*, Мисисипи*, Мисури*, Небраска (источна)*, Оклахома*, Северна Дакота*, Тенеси (средишњи и западни)*, Тексас*, Висконсин*)

### UTC −5 (EST - Источно стандардно време)
- Бразил (Акре)
- Еквадор
- Хаити
- Јамајка
- Канада (Нунавут (источни)*, Онтарио*, Квебек*)
- Кајманска Острва
- Колумбија
- Куба*
- Панама
- Перу
- САД (Конектикат*, Делавер*, Вашингтон*, Флорида*, Џорџија*, Индијана (највећи део), Кентаки (источни и средишњи)*, Мејн*, Мериленд*, Масачусетс*, Мичиген*, Њу Хемпшир*, Њу Џерзи*, Њујорк*, Северна Каролина*, Охајо*, Пенсилванија*, Род Ајленд*, Јужна Каролина*, Тенеси (источни)*, Вермонт*, Вирџинија*, Западна Вирџинија*)
- Теркс и Кејкос*

### УТЦ −4:30
- Венецуела (Од 9. децембра 2007)

### УТЦ −4 (АСТ - Атлантско стандардно време)
- Ангвила
- Антигва и Барбуда
- Аруба
- Барбадос
- Бермуди
- Боливија
- Бразил (Амазонас, Мато Гросо*, Мато Гросо до Сул*, Пара (западна), Рондонија, Рораима)
- Чиле*
- Девичанска острва
- Доминика
- Доминиканска Република
- Фолкландска Острва*
- Гренада
- Гренланд (Кванак*)
- Гваделуп
- Гвајана
- Канада (Лабрадор*, Њу Брансвик*, Нова Скоша*, Острво Принца Едварда*)
- Мартиник
- Монтсерат
- Холандски Антили
- Парагвај*
- Порторико
- Света Луција
- Сент Китс и Невис
- Сент Винсент и Гренадини
- Тринидад и Тобаго

### УТЦ −3:30 (НСТ - Њуфаундлендско стандардно време)
- Канада (Њуфаундленд*)

### УТЦ −3
- Аргентина
- Бахами*
- Бразил
- Француска Гвајана
- Гренланд (већина територија*)
- Суринам
- Сен Пјер и Микелон*
- Уругвај*

### УТЦ −2
- Бразил (Фернандо де Нороња)
- Јужна Џорџија и Јужна Сендвичка Острва

### УТЦ −1
- Гренланд
- Португал (Азори*)
- Зеленортска Република

### УТЦ (WET - Западно европско време)
- Буркина Фасо
- Гамбија
- Гана
- Гренланд (Данмаркшавн)
- Гернзи*
- Гвинеја
- Гвинеја Бисау
- Џерзи*
- Ирска*
- Исланд
- Либерија
- Мали
- Мароко*
- Мауританија
- Обала Слоноваче
- Острво Мен*
- Фарска Острва*
- Португал*
- Сенегал
- Сијера Леоне
- Света Јелена
- Сао Томе и Принсипе
- Шпанија (Канари)*
- Того
- Уједињено Краљевство*

### УТЦ +1 (ЦЕТ - Централно европско време)
- Албанија*
- Алжир
- Андора*
- Ангола
- Аустрија*
- Белгија*
- Бенин
- Босна и Херцеговина*
- Црна Гора*
- Чад
- Чешка*
- Данска*
- Екваторијална Гвинеја
- Француска*
- Габон
- Гибралтар*
- Хрватска*
- Италија*
- Камерун
- Конго, Дем. Реп.
- Конго, Реп.
- Лихтенштајн*
- Луксембург*
- Мађарска*
- Македонија*
- Малта*
- Монако*
- Намибија*
- Нигер
- Нигерија
- Холандија*
- Норвешка*
- Немачка*
- Пољска*
- Сан Марино*
- Словачка*
- Словенија*
- Србија*
- Средњоафричка Република
- Свалбард*
- Шпанија*
- Шведска*
- Швицарска*
- Тунис

### UTC +2 (EET - East European Time)
- Боцвана
- Бугарска*
- Бурунди
- Кипар*
- Египат
- Естонија*
- Финска*
- Грчка*
- Израел*
- Јордан*
- Јужноафричка Република
- Конго, Дем. Реп. (Западни Кадај, Источни Касај, Источна провинција Конга, Катанга)
- Лесото
- Латвија*
- Либанон*
- Либија
- Литванија*
- Малави
- Молдова*
- Мозамбик
- Појас Газе*
- Руанда
- Румуњска*
- Сирија*
- Свазиленд
- Турска*
- Замбија
- Западна обала*
- Зимбабве

### УТЦ +3 (-енгл.)
- Бахреин
- Белорусија (Од 15. септембра 2011)[9]
- Џибути
- Еритреја
- Етиопија
- Ирак
- Јемен
- Јужни Судан
- Катар
- Кенија
- Комори
- Кувајт
- Мадагаскар
- Мајот
- Русија (1. зона, укључујући Калињинград)
- Саудијска Арабија
- Сомалија
- Судан
- Танзанија
- Украјина (Од 20. септембра 2011)[10]
- Уганда

### УТЦ +3:30
- Иран*

### УТЦ +4 (МСК - Московско време)
- Јерменија*
- Азербејџан*
- Грузија
- Маурицијус
- Оман
- Реунион
- Русија (2. зона, укључујући Москву и Санкт Петербург; ова временска зона вриједи и за влакове диљем Русије)
- Сејшели
- Уједињени Арапски Емирати

### УТЦ +4:30
- Авганистан

### УТЦ +5
- Казахстан (западни)
- Малдиви
- Пакистан
- Таџикистан
- Туркменистан
- Узбекистан

### УТЦ +5:30 (ИСТ - Индијско стандардно време)
- Индија

### УТЦ +5:45
- Непал

### УТЦ +6
- Бангладеш
- Бутан
- Казахстан (источни)
- Киргистан
- Русија (3. зона, укључујући Екатеринбург и Перм)
- Шри Ланка

### УТЦ +6:30
- Кокосова острва
- Мјанмар

### УТЦ +7
- Божићно Острво (Аустралија)
- Индонезија (западна)
- Камбоџа
- Лаос
- Монголија (Ховд, Увс и Бајан-Улгиј)
- Русија (4. зона, укључујући Новосибирск и Омск)
- Тајланд
- Вијетнам

### УТЦ +8 (АWСТ - Аустралијско западно стандардно време)
- Аустралија (Западна Аустралија)
- Брунеј
- Филипини
- Хонг Конг
- Индонезија (средишња)
- Кина
- Макао
- Малезија
- Монголија (остала)
- Русија (5. зона, укључујући Краснојарск)
- Сингапур
- Тајван

Напомена: Цела Кина спада у исту временску зону, која је зато огромна. На крајњем западу Кине сунце је у зениту у 15:00 сати, а на крајњем истоку у 11:00 сати.

### УТЦ +8:30
- Северна Кореја

### УТЦ +9
- Индонезија (источна)
- Источни Тимор
- Јапан (ЈСТ - Јапанско стандардно време)
- Јужна Кореја (КСТ - Корејско стандардно време)
- Палау
- Русија (6. зона, укључујући Иркутск)

### УТЦ +9:30 (АЦСТ - Аустралијско централно стандардно време)
- Аустралија (Брокен Хил, NSW; Северна територија; Јужна Аустралија*)

### УТЦ +10 (АЕСТ - Аустралијско источно стандардно време)
Ову зону САД службено зову Чаморо стандардно време.
- Аустралија (Аустралијска престоничка територија*, Нови Јужни Велс* (осим Брокен Хила, који се равна по Јужно аустралијском времену), Квинсленд, Викторија*, Тасманија*)
- Кукова острва
- Гвам
- Папуа Нова Гвинеја
- Русија (7. зона, укључујући Јакутск)
- Savezne Države Mikronezije (Јап i Чук)
- Северна Маријанска Острва

### УТЦ +10:30
- Аустралија (Лорд Хау*)(ДСТ само 0:30)

### УТЦ +11
- Нова Каледонија
- Русија (8. зона, укључујући Владивосток)
- Савезне Државе Микронезије (Косрае и Похнпеи)
- Соломонска острва
- Вануату

### УТЦ +11:30
- Острво Норфок

### УТЦ +12
- Фиџи*
- Кирибати (Гилбертова острва)
- Маршалска острва
- Науру
- Нови Зеланд (Аотеароа)*
  - Русија (9. зона, укључујући Магадан и Камчатку)
- Тувалу
- Вејк
- Валис и Футуна

### УТЦ +12:45
- Нови Зеланд (Аотеароа) (Чатамска острва*)

### УТЦ +13
- Кирибати (Острва Феникс)
- Тонга

### УТЦ +14
- Кирибати (Линијска острва)

## Занимљивости
Краљевина Србија била је пета по реду држава у свету која је 1884. године усвојила међународни систем зоналног (појасног) времена.